# Каре-Плугер
Каре-Плугер (фр. Carhaix-Plouguer, бретон. Karaez-Plougêr) — город на северо-западе Франции, находится в регионе Бретань, департамент Финистер, округ Шатолен, центр кантона Каре-Плугер. Расположен в центре Бретани, на территории исторической области Поэр, в 69 км к востоку от Бреста, в 51 км к северо-западу от Кемпера и в 65 км к западу от Сен-Бриё. Через территорию города проходит национальная автомагистраль N164. В центре города находится железнодорожная станция Каре, конечный пункт линии Генган-Каре.
Население (2019) — 7 155 человек.

## История

### Доисторические времена
Территория в районе Каре-Плугера начала заселяться людьми достаточно поздно: исследования показали, что вырубка лесов здесь началась только в конце III тысячелетия до нашей эры, возможно, из-за относительной удаленности от моря. Никаких остатков, предшествовавших галльскому периоду, в Каре-Плугере не было обнаружено. По мнению историков, в галло-римскую эпоху (а может быть, и ранее) Каре назывался Воргиум (Vorgium) и был столицей галльского племени осисмиев. Под этим названием он упомянут в Географии Птолемея во II веке и в Пейтингеровой скрижали.
Археологические раскопки, начатые в XVIII веке и продолжающиеся до сих пор, позволили обнаружить многочисленные остатки галло-римского поселения (форум, термальные ванны, храмы). Здесь сходилось несколько римских дорог, а для сбора воды из источника, расположенного в 13 километрах, был построен акведук, что подчёркивает важность существовавшей в то время агломерации.
Во время христианизации региона Каре не был избран местом пребывания епископа, а вся бывшая территория проживания осисмиев была поделена между регионами Корнуай и Ваннете. В 878 году город, возможно, был разграблен викингами, но это остается неясным.

### Средние Века
В Средние Века значение Каре и Плугера, бывшего в то время отдельным поселком, стало возрастать. Герцоги Бретани стали считать этот регион стратегическим, поскольку в расположенном рядом поселке Пуллауэн были построены свинцовые шахты. Также герцоги любили охотиться в местных лесах.
Каре был вовлечён в войну за бретонское наследство и несколько раз пострадал от её последствий. В 1341 году епископ Леона Ив де Трезигиди, удерживавший город от имени Карла де Блуа, сдал его войскам Жана де Монфора. В следующем году уже Карл де Блуа штурмовал Каре. В 1345 году англичане, поддерживавшие Жана де Монфора в его притязаниях на герцогскую корону, захватили город и разместили в нём свой гарнизон. Местные сторонники Карла де Блуа вернули Каре, но в 1347 году снова потеряли его. В 1363 году, после шестинедельной осады, сторонники Монфора были изгнаны из Каре Бертраном дю Гекленом. После этого крепостные стены были снесены, и Каре стал открытым городом.
Разрушения, понесенные городом, были значительными, о чём свидетельствуют два папских указа: в 1371 году были пожалованы индульгенции для тех, кто посещал церковь Святого Тремёра с приношениями, а в 1391 году ещё один указ призывал жертвовать «в пользу приходской церкви Святого Тремёра, частично разрушенной войнами и лишенной её священных даров». Каре со временем восстаёт из руин и возвращает себе стратегические позиции в регионе, в это время в городе процветает монастырь августинцев.

### Новое время
В июле 1588 года город Каре и его жители присягнули на верность королю Генриху III и Католической лиге, а после его смерти в 1589 году — Генриху IV. В феврале 1590 году в город вошли войска губернатора Бретани герцога де Меркёра и вернули его под контроль Лиги.
4 сентября 1590 года сторонники короля внезапно напали на Каре и захватили город. Крестьяне из окрестных сел, в основном поддерживавшие Лигу, двинулись на Каре, но были разбиты и почти все истреблены. Ив де Лискуэ, один из командиров королевских сил, тяжело раненый во время сражения, в отместку жителям приказал поджечь Каре. В огне сгорел почти весь город.
Каре был в центре крестьянского Восстания гербовой бумаги, охватившего Бретань в 1675 году. Себастьян Ле Бальп, бывший королевский нотариус в Каре, возглавил антифискальные действия. Во главе вооруженных крестьян 6 июля 1675 года он напал и разграбил дом местного сборщика податей, а на следующий день — дом королевского нотариуса. Через несколько дней уже более 6 тысяч крестьян штурмовали замок Кергоа в соседнем поселке Сен-Эрнен, а в последующие недели подверглись нападению сотни усадеб. Положение исправило только прибытие в Каре губернатора Бретани герцога Шольна с 6-тысячным воинским контингентом. Восставшие были разгромлены, их лидеры убиты в бою или повешены, многие крестьяне сосланы на галеры.
В рамках Контрреформации в XVII веке в городе появились три новых монастыря: урсулинок в 1644 году, кармелитов в 1687 году, и госпитальеров в 1698 году. В середине XVIII века в городе были проведены масштабные работы: изменена планировка улиц и улучшено их мощение, построена больница на площади Мартре, снесены городские ворота.

### XIX и XX века
Во время Великой французской революции Каре находился под властью «комитета шести», состоящего из экстремистски настроенных якобинцев. В этот период были разграблены многие усадьбы, закрыты все три монастыря. Летом 1792 года в районе Каре появились шуаны; периодические нападения на чиновников, лояльных революционной власти, продолжались здесь до 1805 года.
Административная реформа 1790 года стала очень невыгодной для Каре — многие традиционно связанные с ним сельские территории были включены в состав департамента Кот-д’Армор, а сам город получил статус супрефектуры, но утерял его в 1799 году, когда центром округа стал Шатолен.
В 1830 году через Каре прошел канал Нант — Брест, что позволило построить в городе речной порт и улучшить организацию торговли и снабжения. В 1859 году Каре описывался как «город Средневековья, печальный, молчаливый, верный своим старым нравам, одним словом, это один из тех городов Бретани, которые цивилизация обошла стороной». Во второй половине XIX века здесь была выведена Карейская порода крупного рогатого скота, возникшая в результате скрещивания бретонской породы Пи нуар и британской породы Дарем. Животные этой породы давали больше мяса и молока, чем ранее выведенные.
В середине XIX века город был увлечен историей жизни и героической смерти своего земляка Теофиля Мало де Латур д’Овернь, офицера наполеоновской армии, которого будущий император назвал «первым гренадером Франции». Открытие памятника де Латур д’Оверню в 1841 году вылилось в грандиозный праздник, в который была вовлечена вся Бретань. Также торжественно, с участием военного руководства страны, отмечались 100-летие и 125-летие его гибели.
После строительства сети железных дорог в Бретани к концу XIX века Каре становится важным железнодорожным узлом — здесь пересеклись несколько линий: на Брест, Ренн, Генган, Кемпер и Морле, образуя т. н. «звезду Каре». В 1967 году четыре линии были закрыты, функционирует только линия Каре-Генган.
В 1957 году соседние коммуны Каре и Плугер объединились и образовали новую коммуну Каре-Плугер.

## Достопримечательности
- Приходская церковь Святого Тремёра конца XIX века в стиле неоготика
- Церковь Святого Петра в Плугере XVI—XVIII веков в стиле пламенеющая готика
- Бывшие монастыри госпитальеров и кармелитов, развалины монастыря августинцев
- Галло-римский акведук I века
- Дом Сенешаль XVI века
- Шато Керампюи XVIII века
- Шато Руж начала XX века

## Экономика
Структура занятости населения:
- сельское хозяйство — 1,2 %
- промышленность — 17,4 %
- строительство — 2,6 %
- торговля, транспорт и сфера услуг — 43,8 %
- государственные и муниципальные службы — 34,9 %

Уровень безработицы (2018) — 14,7 % (Франция в целом —  13,4 %, департамент Финистер — 12,1 %). 

Среднегодовой доход на 1 человека, евро (2018) — 20 430 (Франция в целом — 21 730, департамент Финистер — 21 970).

## Демография
Динамика численности населения, чел.

## Администрация
Пост мэра Каре-Плугера с 2001 года занимает Кристиан Троадек (Christian Troadec), основатель и лидер партии «За Бретань!», стоящей на позиции левого регионализма. На муниципальных выборах 2014 года возглавляемый им левый список победил в 1-м туре, получив 51,87 % голосов (из трёх списков).
| Период | Период | Фамилия          | Партия                         | Примечания                                                             |
| ------ | ------ | ---------------- | ------------------------------ | ---------------------------------------------------------------------- |
| 1957   | 1977   | Жан Роу          | Разные правые                  | строительный подрядчик, член Генерального совета департамента          |
| 1977   | 1995   | Жан-Пьер Жёди    | Коммунистическая партия        | преподаватель колледжа, член Генерального совета департамента          |
| 1995   | 2001   | Андре Ле Ру      | Союз за французскую демократию | фармацевт                                                              |
| 2001   |        | Кристиан Троадек | Разные левые За Бретань!       | журналист, член Совета департамента, член Регионального совета Бретани |

## Города-побратимы
- Долиш, Великобритания
- Вальдкаппель, Германия
- Каррикмакросс, Ирландия
- Оярсун, Испания
- Рейнвауде, Нидерланды
- Эль-Арруб, Палестина

## Культура
В Каре-Плугере ежегодно в середине июля проводится музыкальный фестиваль Старые плуги. В среднем на фестивале собирается свыше 200 000 человек.
.

## Бретонский язык
В Каре-Плугер в 2004 году муниципалитет издал указ о обязательности знания французского и бретонского языков, который вступил в действие с 9 апреля 2004 года.
В 2008 году 21,49 % населения знали этот язык и учились в двуязычных школах.

## Знаменитые уроженцы
- Теофиль Мало де Латур д’Овернь (1743—1800), офицер, которого Наполеон I назвал «первым гренадером Франции»
- Кристоф Оноре (1970), кинорежиссёр, сценарист и писатель

## Галерея
- Церковь Святого Тремёра
- Церковь Святого Петра
- Бывший монастырь госпитальеров
- Здание мэрии
- Памятник Теофилю де Латур д’Овернь
- Шато Керампюи
- Римский акведук